# Sukhdev Singh Sukha
Sukhdev Singh Sukha (* in einem Dorf in Rajasthan; † 9. Oktober 1992 in Pune, Maharashtra) war Mitglied der militanten Sikh-Gruppe Khalistan Commando Force, die für einen unabhängigen Sikhstaat kämpfte. Er führte mehrere politische Morde aus, darunter den des Generals Arun Vaidya, der Chef der indischen Armee zum Zeitpunkt der Operation Blue Star (Erstürmung des Goldenen Tempels in Amritsar) war.

## Kindheit und Jugend
Sukhdev Singh Sukha kam in einem Dorf im Tehsil Karanpur im rajasthanischen Distrikt Sri Ganganagar als Sohn von Megha Singh und Surjeet Kaur in einer Bauernfamilie zur Welt. In seiner Kindheit ging er in die Dorfschule von Manakpur. Am Gian Joti College erhielt er einen Bachelor-Abschluss (B.A.). Zum Zeitpunkt der Erstürmung des Goldenen Tempels (Operation Blue Star) studierte er Englisch. Nach diesen Ereignissen brach er seine Studien ab und trat der Khalistan-Bewegung bei.

## Militante Aktivitäten
Mit Harjinder Singh Jinda und Ranjit Singh Gill plante und führte er die Ermordung von Lalit Maken, Abgeordneter des indischen Parlaments für die Kongresspartei, aus. Lalit Maken wurde am 31. Juli 1985 von einem vorbeifahrenden Motorrad aus erschossen. Lalit Maken versuchte zurück zu seinem Haus zu laufen, um Deckung zu suchen, wobei auch seine Frau Balkishan ins Schussfeld geriet und starb. Lalit Maken war bei der Tötung von unschuldigen Sikhs während der Anti-Sikh-Unruhen 1984 nach der Ermordung von Indira Gandhi beteiligt.
General Arun Vaidya war der Chef der indischen Armee, der den Angriff auf den Goldenen Tempel und auf andere Orte in Punjab leitete. Am 10. August 1986 wurde er in seinem Auto während der Fahrt zum Markt von Sukha, Jinda und zwei Mittätern erschossen. Nach Polizeiangaben wurde auf sein Auto von vorbeifahrenden Motorrädern aus beschossen. Seine Frau, die ebenfalls im Auto saß, wurde durch die Schüsse schwer verletzt.
Arjan Dass, ein örtlicher Abgeordneter der Kongresspartei, wurde auch von Sukha und Jinda wegen seiner Beteiligung an Gewalttaten gegenüber unschuldigen Sikhs erschossen.
Außerdem war Sukha am Bankraub der Punjab National Bank in Ludhiana beteiligt, wo die Khalistan Commando Force ca. 5,7 Millionen Rupien erbeutete.
Am 17. September 1986 wurde Sukha bei einem Lastwagenunfall identifiziert und festgenommen. Sein Mittäter Jinda wurde im März 1987 festgenommen. Im Gerichtsverfahren leugneten sie die Morde nicht, aber sie bekannten sich für nicht schuldig und rechtfertigten ihre Aktionen mit den Worten: „Vaidya hat sich einer schweren Straftat schuldig gemacht, für die die Strafe nur der Tod sein kann.“ Sie wurden am 21. Oktober 1989 für den Mord an General Vaidya zum Tode verurteilt. Sukha und Jinda schrieben einen Brief an den Präsidenten, in dem sie keine Begnadigung forderten. Sie wurden am Morgen des 9. Oktober 1992 im Gefängnis von Pune gehängt.

## Ehrungen durch die Sikh-Gemeinschaft
Sukha und Jinda gelten für militante Sikhs als Märtyrer und ihr Todestag wird jährlich begangen. Insbesondere am 9. Oktober 2000 nahmen Vertreter großer Sikh-Organisationen wie der Partei Shiromani Akali Dal an Veranstaltungen zum achten Todestag teil. Dabei hielt Giani Joginder Singh Vedanti, Leiter der Akal Takht, zu Ehren von Sukha und Jinda die „Ardas“ (religiöses Ritus). Sukha und Jinda wurden als „große Märtyrer“ der Sikh-Religion geehrt.
Auch am 9. Oktober 2008 wurden die Familien von Sukha und Jinda im Goldenen Tempel geehrt. Das Shiromani Gurdwara Prabandhak Committee (SGPC) erklärte sie zu Rächern der Operation Bluestar.